# Heteropterys corumbensis
Heteropterys corumbensis là một loài thực vật có hoa trong họ Malpighiaceae. Loài này được Kuntze mô tả khoa học đầu tiên năm 1898.